# Clotilde amb vestit negre
Clotilde amb vestit negre és una pintura de començament del segle xx de l'artista valencià Joaquim Sorolla i Bastida. Forma part de la col·lecció del Metropolitan Museum of Art de Nova York. L'obra va destacar en la reeixida exposició que va realitzar Sorolla el 1909 en la Hispanic Society of America a Nova York, on el Metropolitan la va adquirir tot seguit.

## Descripció
Realitzat amb pintura a l'oli sobre llenç, l'obra mostra Clotilde García del Castillo, esposa de Sorolla, confident, companya de viatge i musa. La pintura representa Clotilde amb un vestit negre a la seva casa de Madrid. Al fons, Sorolla ha col·locat una versió més petita d'una de les seves pintures anteriors. L'obra s'exposa en les col·leccions del Museu Metropolità a la Galeria número 827.